# Arquidiócesis de Westminster
La arquidiócesis de Westminster (en latín: Archidioecesis Vestmonasteriensis y en inglés: Roman Catholic Archdiocese of Westminster) es una circunscripción eclesiástica de la Iglesia católica en el Reino Unido. Se trata de una arquidiócesis latina, sede metropolitana de la provincia eclesiástica de Westminster. Desde el 3 de abril de 2009 su arzobispo es el cardenal Vincent Nichols.

## Territorio y organización
La arquidiócesis tiene 3634 km² y extiende su jurisdicción sobre los fieles católicos de rito latino residentes en Inglaterra en los boroughs del Gran Londres situados al norte del río Támesis y al oeste de los boroughs de Waltham Forest y de Newham, así como el distrito de Spelthorne, y el condado de Hertfordshire.
La sede de la arquidiócesis se encuentra en la ciudad de Londres, en donde se halla la Catedral de la Preciosísima Sangre de Cristo.
La arquidiócesis tiene como sufragáneas a las diócesis de: Brentwood, East Anglia, Northampton y Nottingham.
En 2023 en la arquidiócesis existían 208 parroquias.

## Historia

### Diócesis de Londres
Londinium (nombre latino de Londres) era una sede episcopal ya en la época romana. La diócesis de Londres originalmente tenía jurisdicción sobre todo el Reino de Essex y era parte de la provincia eclesiástica de la arquidiócesis de Canterbury. El último obispo de Londres en comunión con la Santa Sede fue Edmund Bonner, quien fue encarcelado en 1559 y murió en prisión el 5 de septiembre de 1569. La diócesis de Londres continuó como parte de la Iglesia anglicana.

### Restablecimiento
Durante el reinado de Isabel I de Inglaterra se formaron misiones clandestinas con sacerdotes seculares, subordinados de facto al cardenal William Allen, y jesuitas. Tras la muerte de Allen en 1594 se pensó en nombrar a un superior del clero secular residente en Inglaterra, por lo que se instituyó el cargo de arcipreste de Inglaterra, con jurisdicción sobre el clero secular, pero no sobre los jesuitas, tanto en el Reino de Inglaterra (incluido Gales) como en el de Escocia. Surgieron diversos problemas para la figura del arcipreste, tanto por su limitada jurisdicción como por su clandestinidad, además de no ser obispo consagrado. Entre 1598 y 1621 hubo tres arciprestes que intentaron organizar el clero inglés, el último de los cuales obtuvo mayores facultades jurisdiccionales a pesar de ser un simple sacerdote. 
En 1622 se erigió el vicariato apostólico de Inglaterra y el 30 de enero de 1688 se dividió el vicariato en cuatro distritos, cada uno encabezado por un vicario apostólico con dignidad episcopal.
En 1622 se erigió el vicariato apostólico de Inglaterra y el 30 de enero de 1688, mediante el breve Super cathedram del papa Inocencio XI, el vicariato apostólico fue dividido en cuatro distritos, cada uno de ellos encabezado por un vicario apostólico con dignidad episcopal.
Los católicos de Londres tenían una ventaja considerable sobre el resto de Inglaterra: la presencia de las embajadas de países católicos, como España, Portugal, la República de Venecia y la República de Génova, resultó en la presencia de capillas oficiadas regularmente y a veces abiertas al público. Entonces, a diferencia del resto de Inglaterra, el culto católico podía tener lugar de manera no clandestina incluso durante los siglos XVII y XVIII.
Las leyes de tolerancia de 1778 y 1791 permitieron a los católicos libertad de culto y enseñanza. Sin embargo, las leyes de emancipación encontraron una intensa oposición anticatólica, lo que condujo al estallido de los disturbios de Gordon en 1780. Como no había iglesias católicas en Londres en ese momento, los disturbios atacaron y destruyeron las capillas dentro de las embajadas del Reino de Cerdeña y el del Electorado de Baviera, que se encontraban entre las cuatro capillas de las embajadas católicas abiertas al público en Londres. Posteriormente, el propio vicario apostólico, James Talbot (hermano del decimocuarto conde de Shrewsbury), fue procesado por celebrar misa. El obispo falleció antes de una posible condena. Ya en 1769 y 1771 (cuando era obispo coadjutor del mismo vicariato apostólico de Londres) había sido juzgado por la misma razón, pero absuelto por falta de testigos.
Un período de particular interés en la historia del catolicismo en Londres fue el de la Revolución francesa. Los prelados franceses en el exilio acudieron en masa a Londres: en un momento había 5 arzobispos, 27 obispos y 5000 presbíteros en Londres. Se abrieron nuevas capillas, pero casi todas cerraron después de que el clero francés regresara a Francia en 1814. En 1791 se aprobó una ley (Roman Catholic Relief Act 1791) que permitía el culto católico público y el reconocimiento legal de las primeras parroquias.
En 1829 se promulgó una ley para la emancipación de los católicos (Roman Catholic Relief Act 1829), que favoreció el crecimiento numérico de la comunidad católica, en años en que las conversiones eran frecuentes.
El 3 de julio de 1840 los vicariatos apostólicos ingleses aumentaron de cuatro a ocho, en virtud del breve Muneris apostolici del papa Gregorio XVI.
El distrito de Londres incluía Hertfordshire, Middlesex, Essex, Sussex, Surrey, Kent, Berkshire, Hampshire y las islas de Wight, Guernsey y Jersey. En 1843 constaba de poco más de 183 000 católicos para 136 sacerdotes. La sede del vicario apostólico era la capital británica.
El 29 de septiembre de 1850 con el breve Universalis Ecclesiae del papa Pío IX se restableció la jerarquía católica en Inglaterra y Gales y se erigió la arquidiócesis de Westminster, que se convirtió en la única sede metropolitana de Inglaterra y Gales, con doce sufragáneas. El distrito de Londres se dividió en dos diócesis: además de la arquidiócesis de Westminster, se erigió la diócesis de Southwark (más tarde arquidiócesis de Southwark).
El restablecimiento de la jerarquía estuvo acompañado de sínodos provinciales en 1852, 1855 y 1859, en los que se resolvieron numerosas cuestiones relativas a capítulos, rectores de misiones, colegios y seminarios. Los sínodos fueron presididos por el cardenal Wiseman, quien introdujo la práctica devota de las Cuarenta Horas en Londres, trabajó por la difusión del canto de las Vísperas y la adoración eucarística. También trabajó por la educación de las clases pobres y también fundó el primer reformatorio católico en Inglaterra. También llamó a Londres a muchas órdenes religiosas, que emprendieron una intensa labor pastoral.
La educación estuvo también en el centro de las iniciativas de su sucesor, el cardenal Manning, quien la discutió en el sínodo provincial de 1873. Ya en 1864 intuyó la necesidad de una universidad católica, en 1866 reformó el Venerable English College en Roma, en 1869 reorganizó el seminario arzobispal, dotándolo de una nueva sede y convirtiéndolo en un "verdadero seminario tridentino". En 1867 colocó la primera piedra de la procatedral de Kensington, que fue consagrada el 2 de julio de 1869. La primera procatedral (1850-1869) de la arquidiócesis de Westminster había sido la iglesia de Santa María en Moorfields, abierta al culto en 1820.
Los trabajos en el campo de la educación también fueron continuados por el cardenal Vaughan, quien en 1902 levantó la prohibición de que los católicos asistieran a las universidades públicas. Fue él quien colocó la primera piedra para la construcción de la Catedral de Westminster en 1895, que fue consagrada por su sucesor, el cardenal Bourne, en 1903.
El 28 de octubre de 1911 la jurisdicción metropolitana de Westminster se redujo tras la erección de dos nuevas provincias eclesiásticas en Inglaterra y Gales, las de Liverpool y Birmingham, mediante la bula Si qua est del papa Pío X.
El 20 de julio de 1917 la arquidiócesis cedió una parte de su territorio para le erección de la diócesis de Brentwood mediante la bula Universalis Ecclesiae del papa Benedicto XV.

## Estadísticas
Según el Anuario Pontificio 2024 la arquidiócesis tenía a fines de 2023 un total de 450 240 fieles bautizados.
| Año                                                                             | Población            | Población | Población      | Sacerdotes | Sacerdotes    | Sacerdotes    | Bautizados por sacerdote | Diáconos permanentes | Religiosos | Religiosos | Parroquias |
| Año                                                                             | Bautizados católicos | Total     | % de católicos | Total      | Clero secular | Clero regular | Bautizados por sacerdote | Diáconos permanentes | Varones    | Mujeres    | Parroquias |
| ------------------------------------------------------------------------------- | -------------------- | --------- | -------------- | ---------- | ------------- | ------------- | ------------------------ | -------------------- | ---------- | ---------- | ---------- |
| 1949                                                                            | 315 000              | 4 518 489 | 7.0            | 707        | 431           | 276           | 445                      |                      | 370        | 2500       | 164        |
| 1970                                                                            | 484 680              | 4 491 760 | 10.8           | 431        | 431           |               | 1124                     |                      |            |            | 208        |
| 1980                                                                            | 476 378              | 4 468 400 | 10.7           | 775        | 303           | 472           | 614                      | 6                    | 472        |            | 216        |
| 1990                                                                            | 449 191              | 4 520 000 | 9.9            | 838        | 394           | 444           | 536                      | 5                    | 586        | 1842       | 215        |
| 1999                                                                            | 460 000              | 4 415 000 | 10.4           | 770        | 378           | 392           | 597                      | 4                    | 507        | 1394       | 213        |
| 2000                                                                            | 501 895              | 4 435 000 | 11.3           | 800        | 416           | 384           | 627                      | 4                    | 589        | 1396       | 214        |
| 2001                                                                            | 501 900              | 4 435 000 | 11.3           | 771        | 370           | 401           | 650                      | 4                    | 592        | 1322       | 214        |
| 2002                                                                            | 462 072              | 4 435 000 | 10.4           | 766        | 363           | 403           | 603                      | 4                    | 588        | 1310       | 214        |
| 2003                                                                            | 430 000              | 4 420 000 | 9.7            | 753        | 348           | 405           | 571                      | 4                    | 570        | 1201       | 214        |
| 2004                                                                            | 465 587              | 4 613 284 | 10.1           | 743        | 345           | 398           | 626                      | 4                    | 552        | 1194       | 214        |
| 2010                                                                            | 476 647              | 4 726 206 | 10.1           | 629        | 366           | 263           | 757                      | 10                   | 356        | 1109       | 216        |
| 2014                                                                            | 488 500              | 4 863 000 | 10.0           | 603        | 353           | 250           | 810                      | 16                   | 328        | 959        | 217        |
| 2017                                                                            | 439 740              | 4 914 400 | 8.9            | 551        | 298           | 253           | 798                      | 17                   | 286        | 550        | 214        |
| 2020                                                                            | 444 350              | 4 966 900 | 8.9            | 495        | 283           | 212           | 897                      | 31                   | 238        | 505        | 210        |
| 2022                                                                            | 448 356              | 5 013 875 | 8.9            | 488        | 280           | 208           | 918                      | 36                   | 231        | 465        | 210        |
| 2023                                                                            | 450 240              | 5 033 930 | 8.9            | 484        | 276           | 208           | 930                      | 36                   | 231        | 445        | 208        |
| Fuente: Catholic-Hierarchy, que a su vez toma los datos del Anuario Pontificio. |                      |           |                |            |               |               |                          |                      |            |            |            |

### Vida litúrgica y pastoral
La vida litúrgica se centra ante todo en el rito romano, revisado e instituido por el papa Pablo VI. Sin embargo, dada las características cosmopolitas de la ciudad de Londres existen diversidad de ritos que no son indiferentes a ella. La Sociedad Latina Eucarística presentó ciertos arreglos con base en el Misal de 1962 con aprobación episcopal. Entre otras comunidades con diversidad ritual se encuentran los maronitas de origen libanés que tienen como sede principal la parroquia de Nuestra Señora de los Dolores en la Calle Cirencester, al oeste de Londres; la comunidad de rito melquita en la parroquia de San Barnabás; la comunidad de la Iglesia católica de Etiopía en la parroquia de Nuestra Señora Reina del Cielo en Queensway, oeste de Londres; la Iglesia católica de Eritrea, en la parroquia de San Francisco de Asís en Notting Hill; una comunidad de la Iglesia caldea en la parroquia de Santa Ana y una comunidad de la Iglesia Católica de Bielorrusia en la Avenida Holdean al norte de la ciudad. Existe también una amplia comunidad de inmigrantes polacos, así como franceses, alemanes, españoles e italianos, los cuales celebran en su propia lengua.

### Comunidades
Existen también un significativo número de comunidades religiosas: Asuncionistas, Agustinos, Agustinos recoletos, benedictinos, carmelitas, Carmelitas descalzas, Hermanos Cristianos, Padres columbanos, Dominicos, Franciscanos, Padres del Espíritu Santo, Pasionistas y jesuitas.
También comunidades religiosas femeninas como las carmelitas, Clarisas, Hermanas Franciscanas de Nuestra Señora de las Victorias en la Catedral, Ursulinas, Dominicas o Hermanas de la Misericordia.

### Educación
La arquidiócesis participa en la educación de manera tanto privada como pública con 159 escuelas primarias estatales y 10 privadas que son dirigidas directamente; también 42 escuelas secundarias estatales, 4 privadas y 5 colegios privados.

### Música
El Coro de la Catedral de Westminster (masculino) tiene gran reputación nacional y canta en las eucaristías catedralicias así como en el Oficio Divino. Existen numerosos coros que se especializan en Canto Gregoriano y grupos carismáticos que se centran en el Seminario de Allen Hall.

## Episcopologio

### Vicarios apostólicos
- William Bishop † (15 de marzo de 1623-13 de abril de 1624 falleció)
- Richard Smith † (29 de noviembre de 1624-1632 renunció)
  - Sede vacante (1632-1685)
- John Leyburn † (24 de agosto de 1685-20 de junio de 1702 falleció)
- Bonaventure Giffard † (14 de marzo de 1703-12 de marzo de 1734 falleció)
- Benjamin Petre, O.S.B. † (12 de marzo de 1734 por sucesión-22 de diciembre de 1758 falleció)
- Richard Challoner † (22 de septiembre de 1758 por sucesión-12 de enero de 1781 falleció)
- James Robert Talbot † (12 de enero de 1781 por sucesión-26 de enero de 1790 falleció)
- John Douglass † (10 de septiembre de 1790-8 de mayo de 1812 falleció)
- William Poynter † (8 de mayo de 1812 por sucesión-26 de noviembre de 1827 falleció)
- James Yorke Bramston † (26 de noviembre de 1827 por sucesión-11 de julio de 1836 falleció)
- Thomas Griffiths † (11 de julio de 1836 por sucesión-12 de agosto de 1847 falleció)
- Thomas Walsh † (17 de julio de 1848-18 de febrero de 1849 falleció)
- Nicholas Patrick Stephen Wiseman † (18 de febrero de 1849 por sucesión-29 de septiembre de 1850 nombrado arzobispo de Westminster)

### Arzobispos

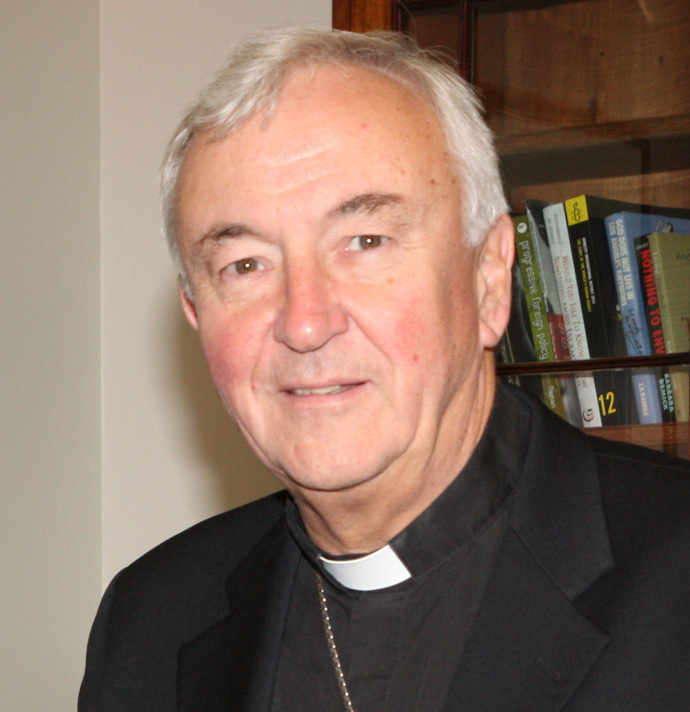
Vincent Nichols, arzobispo de Westminster desde 2009

- Nicholas Patrick Stephen Wiseman † (29 de septiembre de 1850-15 de febrero de 1865 falleció)
- Henry Edward Manning † (30 de abril de 1865-14 de enero de 1892 falleció)
- Herbert Vaughan † (8 de abril de 1892-19 de junio de 1903 falleció)
- Francis Alphonsus Bourne † (11 de septiembre de 1903-31 de diciembre de 1934 falleció)
- Arthur Hinsley † (1 de abril de 1935-17 de marzo de 1943 falleció)
- Bernard William Griffin † (18 de diciembre de 1943-19 de agosto de 1956 falleció)
- William Godfrey † (3 de diciembre de 1956-22 de enero de 1963 falleció)
- John Carmel Heenan † (2 de septiembre de 1963-7 de noviembre de 1975 falleció)
- Basil Hume, O.S.B. † (9 de febrero de 1976-17 de junio de 1999 falleció)
- Cormac Murphy-O'Connor † (15 de febrero de 2000-3 de abril de 2009 retirado)
- Vincent Nichols, desde el 3 de abril de 2009